# Viola de amor

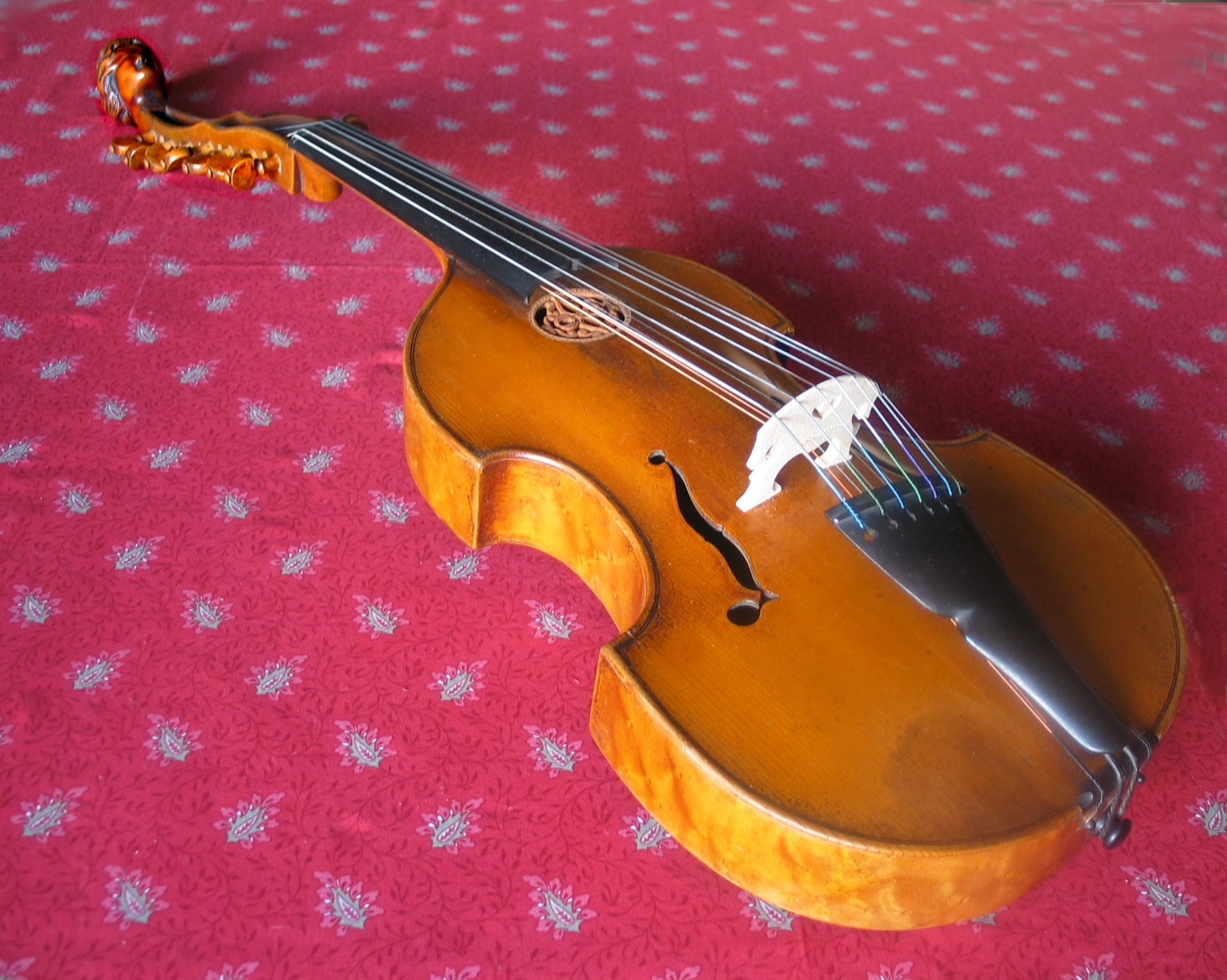
Viola de amor, París, 1770.

 La viola de amor, también conocida como viola d'amore en italiano o viole d'amour en francés, es un instrumento barroco de cuerda frotada, perteneciente a la familia de las violas. Tiene catorce cuerdas, aunque solamente se tocan siete de ellas, haciendo las otras siete, por vibración simpática, un efecto de resonancia.

## Descripción

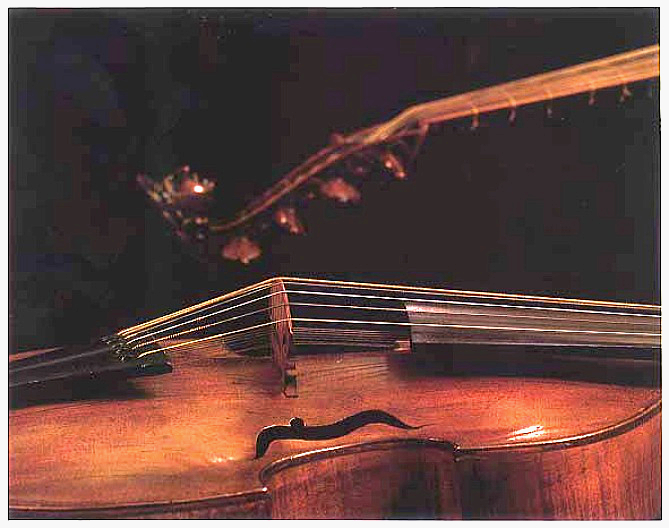
Una viola de amor, y al fondo una viola de gamba.

El cuerpo o la caja de resonancia de esta viola, es muy similar al del resto de la familia de las violas, como la de la viola de gamba: las tapas no son abombadas, los hombros caídos y tiene dos escotaduras. Está formado por dos tapas, unidas por una franja de madera. Tiene una rosa o roseta, como la viola de gamba y como muchos otros instrumentos de cuerda punteada. A diferencia de otros instrumentos de cuerda frotada, no tiene las efes, orificios por donde sale el sonido que se encuentran en la tapa superior, sino que tiene dos aberturas con forma de llama o de espada llameante. 

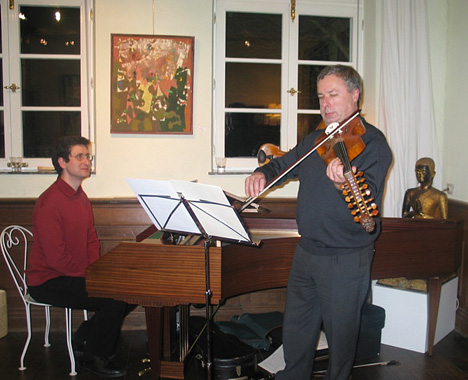
Instrumentista actual de viola de amor.

Alrededor de este cuerpo se sitúan el resto de elementos que lo forman. Empezando por arriba, está la cabeza, donde se encuentra el clavijero con las catorce clavijas y la voluta. Esta voluta suele tener la forma de una cabeza de cupido. Llama la atención el tamaño del clavijero, que es bastante grande en comparación con el resto del instrumento, para poder situar todas las clavijas. A continuación, se encuentra el mástil, que se encuentra prácticamente en el mismo plano que el cuerpo.
Una de las principales diferencias que tiene con el resto de la familia de las violas es que no tiene trastes en el diapasón, a diferencia de la viola de gamba. A continuación del mástil se encuentra el puente, sobre el que se sitúan las siete cuerdas que se frotan con el arco, el cual tiene unos pequeños orificios para dejar pasar las cuerdas metálicas con la función de resonancia o simpatía. Este se sitúa en la parte media de la tapa superior de la viola. A continuación se encuentra el cordal, al cual se unen las cuerdas que se frotan, y en la parte inferior del instrumento se encuentra el botón. Las cuerdas de simpatía se unen directamente al botón, no al cordal, y después atraviesan el puente, pasan por debajo del diapasón y se ajustan a las clavijas discurriendo por la parte posterior del clavijero.

### Cuerdas y afinación

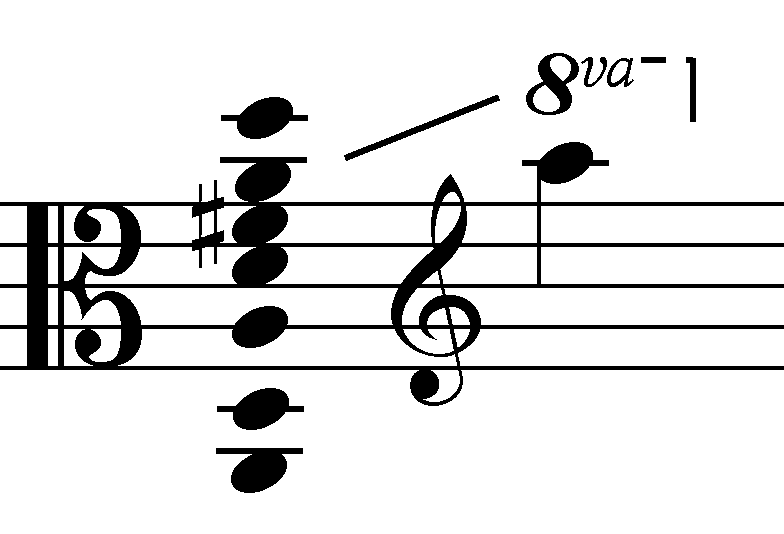
Acorde de la viola de amor y su máxima tesitura.

Consta de siete cuerdas de tripa, que antiguamente se afinaban de las maneras más diversas. Parece ser que dependiendo de diferentes obras, las cuerdas se afinaban de una manera u otra, lo que se conoce como scordatura, sin que se pusieran ni los compositores ni los músicos de acuerdo. Hasta que un famoso ejecutante francés de este instrumento, Chrétien Urban (1790-1845), en el siglo XIX, fijó la afinación la2, re3, la3, re4, fa#4, la4, re5.
Debajo de la tastiera o diapasón se encuentran tensas otras siete cuerdas de metal, que normalmente solían ser de bronce, afinadas al unísono con aquellas que están en posición normal, lo que produce las condiciones para vibrar por simpatía con efectos de suave resonancia.
Su extensión va desde el la2 hasta el la6.

## Historia
Parece que apareció en el siglo XVII, como una evolución de la viola da braccio ('viola de brazo'), algo mayor que las violas modernas actuales, y que se tocaba apoyada sobre el pecho. En esta época, había una enorme cantidad de instrumentos, distintos pero con muchos aspectos en común, como la lira bastarda, o la lira viola, o la viola de borbone, y algunos de ellos, al igual que la viola de amor, tenían también cuerdas de simpatía. Otras fuentes hablan de un origen más oriental, de instrumentos de la India o de Oriente Medio, que habrían entrado en Europa en la Edad Media. Como prueba de esto estaría la forma de las aberturas de la tapa superior, de «llamas» o «espadas llameantes», que sería un símbolo islámico. Al principio apareció en Salzburgo y Múnich, en algunos puntos de Italia y en Francia.

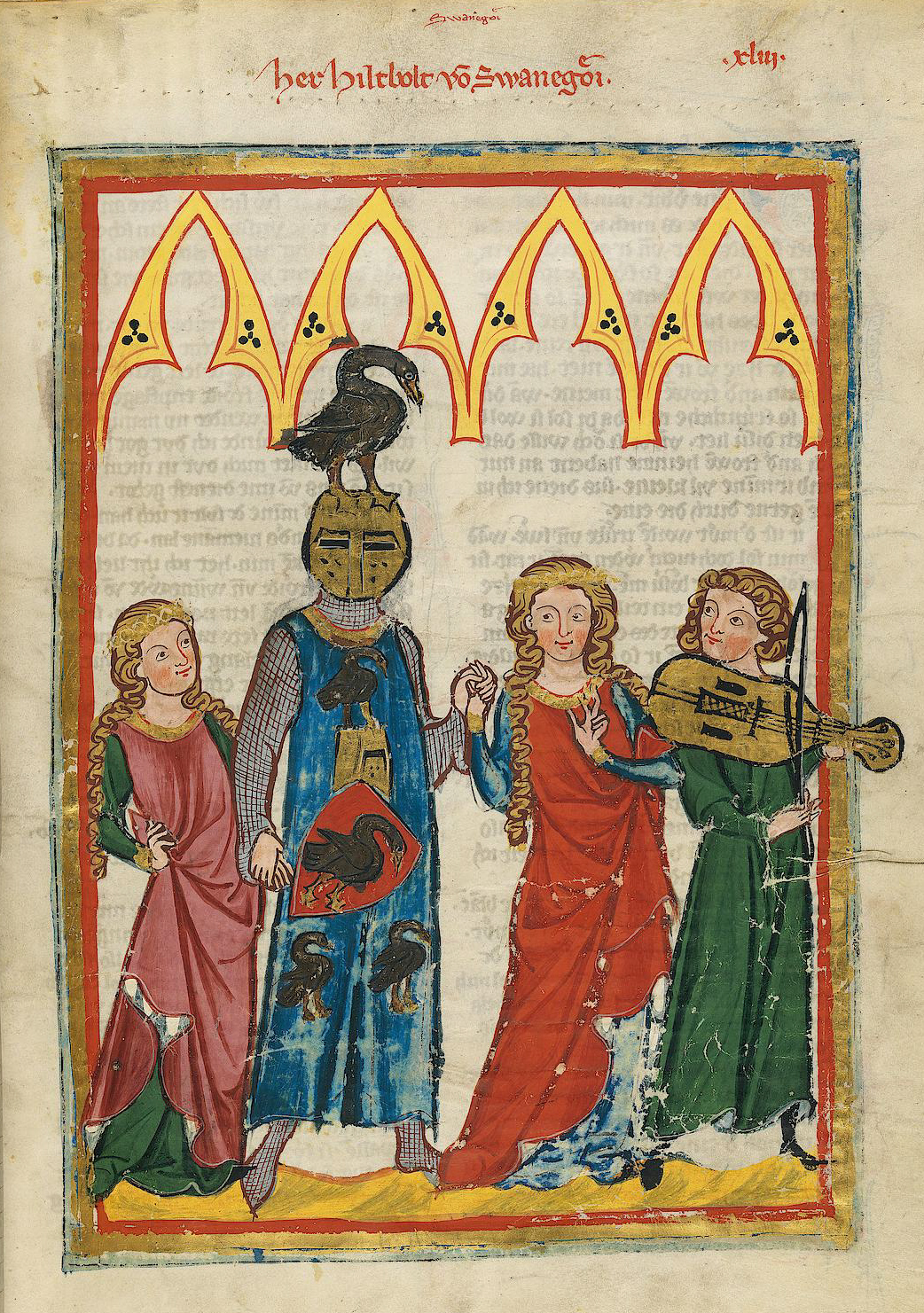
Códice Manesse, donde aparece una viola da braccio.

En sus comienzos la viola de amor no tenía cuerdas simpáticas, solo las cuerdas de tripa comunes a todos los instrumentos de cuerda de la época, y en vez de las catorce que tiene en la actualidad, tenía solamente cinco. Parece ser que este tipo de viola permaneció durante un tiempo, antes de la versión que conocemos ahora, principalmente en Alemania. Se cree que pudieron coexistir durante gran parte del siglo XVIII.
La primera referencia a la viola de amor la da un músico alemán en una carta, en el año 1649. En el año 1679, John Evelyn describió su sonido, diciendo que «nunca había escuchado algo más maravilloso y sorprendente». En 1707 Fuhrmann describió su sonido de la misma manera, y en 1756 Leopold Mozart, en la introducción de su manual Tratado sobre los Principios Fundamentales del violín, habla sobre la viola de amor y hace una descripción sobre la peculiaridad de las cuerdas metálicas que solo tienen función de resonancia.
Su popularidad fue muy grande sobre todo durante el siglo XVIII, pero parece ser que no había demasiados intérpretes de este instrumento, ni siquiera en aquella época. En el siglo XX hubo algunos violas que se interesaron por el instrumento, como Paul Hindemith, e incluso compusieron música contemporánea pensada para él. Hay también algunas óperas, como Madame Butterfly, de Giacomo Puccini, en las que aparece una viola de amor.
En la actualidad se está recuperando cada día más por músicos historicistas que quieren interpretar distintas obras barrocas con los instrumentos originales de la época. Además, el interés de muchos músicos por este instrumento durante los siglos XIX y XX ha hecho que no sea solamente la música barroca la que se pueda interpretar con la viola de amor.

## Composiciones para viola de amor

### Barroco y clasicismo

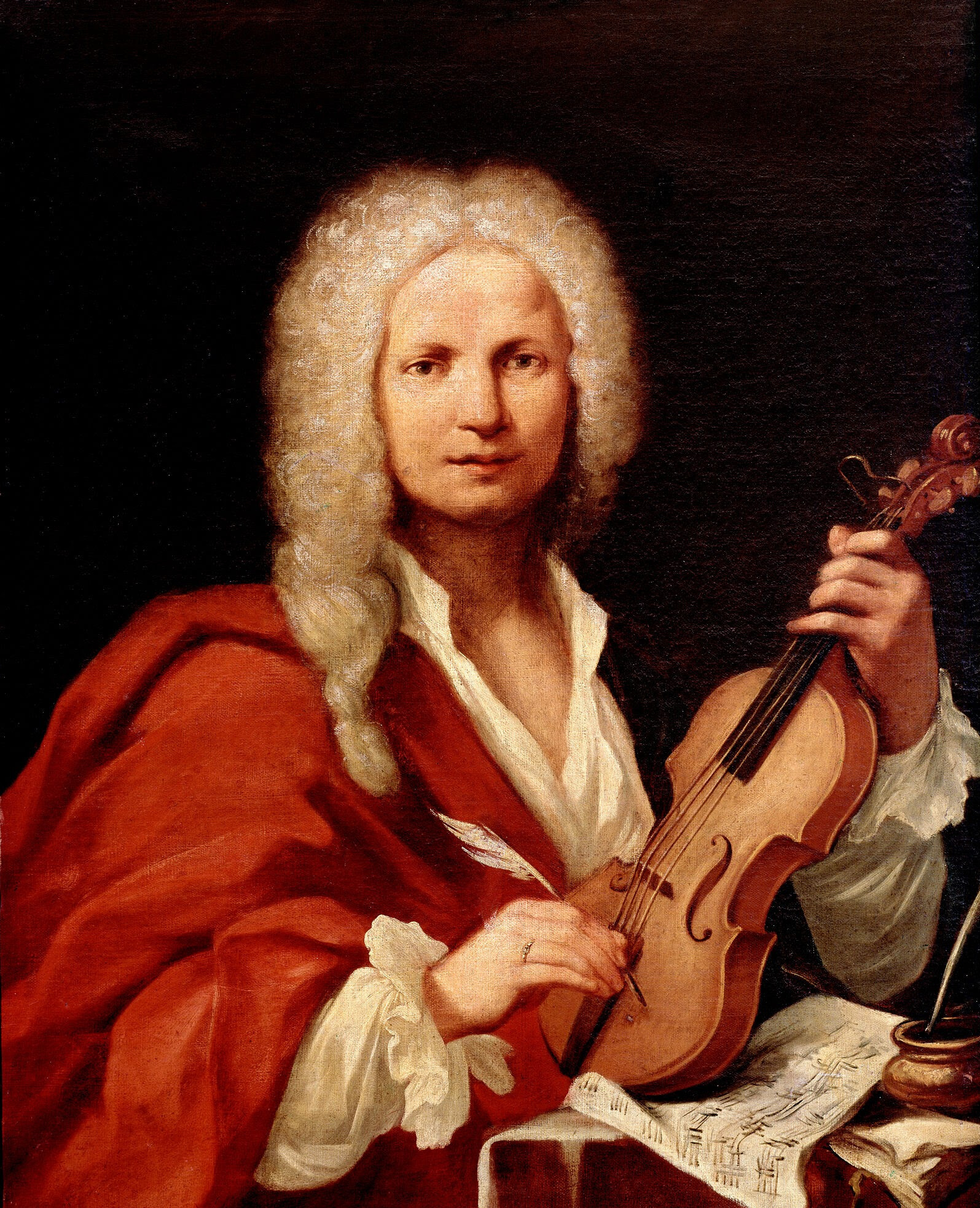
Vivaldi, el más prolífico compositor para viola de amor en el barroco.

Durante todo el Barroco hubo una gran cantidad de músicos que se dedicaron a componer obras para la viola de amor. Vivaldi le compuso varios conciertos (Conciertos para viola d'amore nº1 en La Mayor, nº 2 nº3 y nº4 en Re menor, nº5 en Re Mayor; Aria para viola de amor y 2 violines). Telemann también compuso varios conciertos para este instrumento (Concierto para viola de amor, flauta, oboe de amor y Cémbalo), y alguna sonata y trío (Trío para flauta travesera, viola de amor y cémbalo). Heinrich Ignaz Biber también compone diversas obras para la viola de amor (Partita para dos violas de amor y bajo), al igual que Bach (Sonata para viola de amor y bajo continuo), Marin Marais, o Pietro Locatelli.
Durante el Clasicismo fueron especialmente dos compositores los que más impulsaron la viola de amor, Johann y Karl Stamitz. Karl, además de compositor, fue también instrumentista de viola de amor, con lo que dio a conocer bastante este instrumento, también como intérprete. Alguna de sus composiciones más conocidas fueron sus Conciertos nº 1, nº 2 y nº 3 para viola de amor y orquesta de cámara, su Cuarteto para violin, viola, viola de amor y violonchelo, y algunas sonatas. Otros compositores de esta época fueron Haydn (Divertimento para viola de amor, viola y violonchelo) o Louise Toussaint Milandre (Suite en Re menor para viola de amor y clavecín).

### Ópera

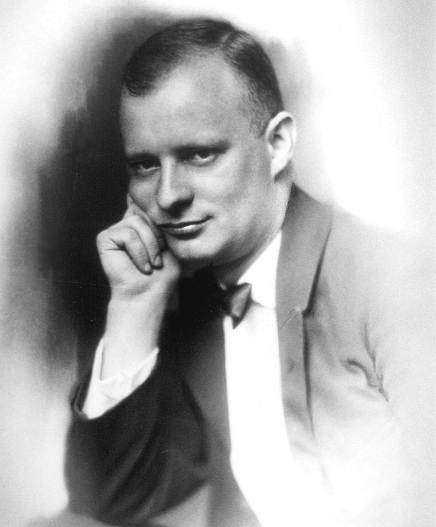
Paul Hindemith, autor de obras para viola de amor y viola, fotografiado en el año 1923.

Sin embargo la viola de amor, en prácticamente todos los periodos musicales, ha sido un instrumento recurrente en algunas ocasiones para los compositores de ópera. Por ejemplo, en el barroco, Boris Goudenov y Henrico IV de Johann Mattheson; Desiderius, Kayserlische Friedenspots y Massaniello furioso de Reinhard Keiser, Orlando Furioso de Haendel, Il tigrane de Alessandro Scarlatti o Tito Manlio de Vivaldi. Durante los siglos XIX y XX, también apareció en otras óperas, como Le jongleur de Notre-Dame, de Jules Massenet, Madame Butterfly de Puccini, Palestrina de Hans Pfitzner, Louise de Gustave Charpentier, Les Huguenots de Giacomo Meyerbeer o Katia Kabanová y El caso Makropulos de Leoš Janáček.

### Música romántica
Volvió a componerse bastante para este instrumento, como por ejemplo, la sinfonía Harold en Italia, de Berlioz, para cuyo estreno en vez de una viola como solista, contó con una viola de amor. 

### Música contemporánea
En el ballet Romeo y Julieta de Prokófiev o en la Sonata da chiesa de Frank Martin también intervenían violas de amor. Pero fue sobre todo Paul Hindemith, además de compositor, violista, quien en el siglo XX volvió a darle importancia a este instrumento, interpretándolo y componiendo obras para él, como su Kleine Sonate para viola de amor y orquesta, o su Kammermusik nº 6 para viola de amor y orquesta de cámara. También fueron muy importantes para difundir el repertorio de viola de amor las transcripciones y arreglos del intérprete soviético Vadim Borisovski.

### Partituras
- Partituras de obras de Johann Christoph Pezel (1639-1694)

- Partituras de obras Attilio Ariosti (1666-1729)

- Datos: Q742180
- Multimedia: Viola d'amore / Q742180